# Mr. Misunderstood
| Совокупная оценка   | Совокупная оценка |
| Источник            | Оценка            |
| ------------------- | ----------------- |
| Metacritic          | 84/100            |
| Оценки критиков     |                   |
| Источник            | Оценка            |
| AllMusic            | [ 2 ]             |
| AbsolutePunk        | 8.0/10            |
| Nash Country Weekly | A                 |
| PopMatters          | [ 5 ]             |
| Rolling Stone       | [ 6 ]             |
| Spin                | 7/10              |

Mr. Misunderstood — пятый студийный альбом американского кантри-певца Эрика Чёрча, изданный 3 ноября 2015 года на студии EMI Nashville, диск достиг второго места в американских хит-парадах Billboard 200 и Top Country Albums. Тираж в первую неделю составил 76 000 копий, а во вторую ещё 65 000 копий.
В 2018 году альбом получил платиновый сертификат RIAA за тираж в 1 млн единиц (по сумме продаж и стриминга). К июлю 2018 года в США было продано 599,600 копий.
Альбом выиграл премию CMA Awards в категории  Album of the Year.
Заглавная песня «Mr. Misunderstood» в 2016 году выиграла премию ACM Awards как лучшее видео (Video of the Year).

## Музыка и лирика
Музыкальный стиль этого альбома представляет собой смесь многих жанров, включает огромное их разнообразие, глубину и сложность сочетания. Разные критики указывали следующие из них: кантри, рок, блюз, фолк, госпел, соул, фанк, хэви-метал, хард-рок, альтернативное кантри, альтернативный рок, кантри-рок, кантри-блюз, кантри-госпел, госпел-блюз, блюграсс, фолк-рок, хартленд-рок, прогрессивный рок, roots rock, рок-н-ролл, ритм-н-блюз, southern gospel, сатерн-рок и southern soul. Его музыку сравнивали с такими исполнителями как The Allman Brothers Band, Джон Мелленкамп, The Marshall Tucker Band, Стиви Уандер, Fleetwood Mac и Wilco's Jeff Tweedy.

## Отзывы
Альбом получил положительные отзывы музыкальной критики и интернет-изданий, например, Rolling Stone, AllMusic, Spin. Журнал Rolling Stone назвал его одним из лучших кантри-альбомов 2015 года и включил в свой список «40 Best Country Albums of 2015».

### Номинации и награды
| Год  | Ассоциация         | Категория                       | Результат |
| ---- | ------------------ | ------------------------------- | --------- |
| 2016 | ACM Awards         | Album of the Year               | Номинация |
| 2016 | CMA Awards         | Album of the Year               | Победа    |
| 2016 | British CMA Awards | International Album of the Year | Номинация |

### Рейтинги
| Публикация           | Ранг | Список                             |
| -------------------- | ---- | ---------------------------------- |
| AllMusic             | N/A  | AllMusic Best of 2015              |
| Entertainment Weekly | 2    | The 10 Best Country Albums of 2015 |
| The Guardian         | 3    | The 10 Best Country Albums of 2015 |
| PopMatters           | 6    | The Best Country Music of 2015     |
| Rolling Stone        | 27   | 50 Best Albums of 2015             |
| Rolling Stone        | 4    | 40 Best Country Albums of 2015     |

## Коммерческий успех
За два дня продаж в свою первую неделю релиза Mr. Misunderstood дебютировал на третьем месте в американском хит-параде Billboard 200 с тиражом 76,000 альбомных эквивалентных единиц (включая 70,000 цифровых продаж). Спустя неделю (или в первую полную неделю продаж) альбом поднялся на второе место в чарте в Billboard 200 с тиражом ещё 65,000 единиц (включая 58,000 продаж альбома).
К декабрю 2015 года было продано 202,000 копий альбома в США.
Альбом был сертифицирован в платиновом статусе ассоциацией RIAA в дату 3 января 2018 года за 1 млн единиц (по сумме продаж и стриминга). К июлю 2018 года в США было продано 599,600 копий.

## Список композиций
| №                   | Название                                                       | Автор(ы)                                   | Длительность |
| ------------------- | -------------------------------------------------------------- | ------------------------------------------ | ------------ |
| 1.                  | «Mr. Misunderstood»                                            | Эрик Чёрч, Casey Beathard                  | 5:18         |
| 2.                  | «Mistress Named Music»                                         | Эрик Чёрч, Beathard                        | 5:22         |
| 3.                  | «Chattanooga Lucy» (при участии Joanna Cotten)                 | Эрик Чёрч, Jeff Hyde, Ryan Tyndell         | 3:23         |
| 4.                  | «Mixed Drinks about Feelings» (при участии Susan Tedeschi)     | Эрик Чёрч                                  | 3:00         |
| 5.                  | «Knives of New Orleans»                                        | Эрик Чёрч, Travis Meadows, Jeremy Spillman | 4:02         |
| 6.                  | «Round Here Buzz»                                              | Эрик Чёрч, Luke Dick, Hyde                 | 3:35         |
| 7.                  | «Kill a Word» (при участии Andrea Davidson и Rhiannon Giddens) | Эрик Чёрч, Dick, Hyde                      | 3:20         |
| 8.                  | «Holdin' My Own»                                               | Эрик Чёрч                                  | 3:56         |
| 9.                  | «Record Year»                                                  | Эрик Чёрч, Hyde                            | 3:00         |
| 10.                 | «Three Year Old»                                               | Эрик Чёрч, Beathard, Monty Criswell        | 3:45         |
| Общая длительность: | Общая длительность:                                            | Общая длительность:                        | 38:41        |

## Чарты
| Чарт (2015)                        | Лучший результат |
| ---------------------------------- | ---------------- |
| Канада (Canadian Albums Chart)     | 3                |
| США (Billboard 200)                | 2                |
| США (Billboard Top Country Albums) | 2                |

### Годовые итоговые чарты
| Чарт (2016)        | Позиция |
| ------------------ | ------- |
| США (Billboard 20) | 50      |

## Сертификации
| Регион | Сертификация | Продажи             |
| --- | ------------ | ------------------- |
| США (RIAA) | Платиновый   | 1,000,000 / 599,600 |
| * Данные о продажах приведены только на основе сертификации. · Данные о продажах + прослушиваниях приведены только на основе сертификации. |              |                     |